# Galumnella paradoxa
Galumnella paradoxa är en kvalsterart som beskrevs av Berlese 1916. Galumnella paradoxa ingår i släktet Galumnella och familjen Galumnellidae. Inga underarter finns listade i Catalogue of Life.